# SD Gundam: G Generation Advance
SD Gundam: G Generation Advance est un jeu vidéo de stratégie développé et édité par Bandai en novembre 2003 sur Game Boy Advance. C'est une adaptation en jeu vidéo de la série basée sur l'anime Mobile Suit Gundam et notamment Super Deformed Gundam,.